# LTS-55
Der LTS-55 (russisch ЛТЗ-55) ist ein russischer Traktor, der ab 1991 im Lipezki Traktorny Sawod (dt. Lipezker Traktorenwerk, kurz ЛТЗ bzw. LTS) produziert wurde. Er ist der Nachfolger des in großen Stückzahlen gebauten T-40 und wurde später durch den leistungsgesteigerten LTS-60 abgelöst, der noch heute gebaut wird.

## Fahrzeuggeschichte
Die Produktion des LTS-55 begann 1991, wobei zunächst das Grundmodell ohne Allradantrieb gebaut wurde. Ab 1993 gab es auch den LTS-55A mit Allradantrieb. Beide Traktoren ersetzten den zuvor fast 35 Jahre lang in Großserie gebauten T-40, von dem es ähnliche Modellversionen gab.
Insgesamt wurden fünf unterschiedliche Modelle gebaut. Darunter auch die Varianten LTS-55N und LTS-55AN, die speziell mit einer geringeren Bodenfreiheit konstruiert wurden. So können die Fahrzeuge auch an steilen Hängen fahren, ohne umzukippen.
Die Technik änderte sich gegenüber dem T-40 nur unwesentlich. Es wurde der gleiche Dieselmotor vom Typ D-144 mit 50 PS (37 kW) und etwas über vier Litern Hubraum verbaut, auch das gleiche Schaltgetriebe kam zum Einsatz. Optional konnte ein Drehmomentwandler bestellt werden, der die zur Verfügung stehende Anzahl an Schaltstufen auf insgesamt 42 erhöhte. Es änderte sich jedoch gegenüber dem T-40 das Aussehen des Fahrzeugs, das eine neue Kabine und eine andere Motorhaube erhielt.
Bereits ab 1994 wurde mit dem LTS-60 ein etwas stärkerer Nachfolger gebaut, den das Lipezki Traktorny Sawod auch heute noch fertigt. Wann genau die Produktion des LTS-55 eingestellt wurde, ist unbekannt. Wahrscheinlich ist jedoch, dass dies mit der Zahlungsunfähigkeit des Herstellers im Jahr 2004 geschah.

## Technische Daten
Die nachfolgenden Daten sowie die Daten in der Infobox beziehen sich auf Fahrzeuge vom Typ LTZ-55, als das Grundmodell.

### Motor
- Motor: Vierzylinder-Viertakt-Dieselmotor
- Motortyp: D-144, gebaut im Wladimirski Traktorny Sawod
- Dauerleistung: 50 PS (37 kW) bei 1800 min−1
- Hubraum: 4,15 l
- Bohrung: 105 mm
- Hub: 120 mm
- Verdichtung: 16,5:1
- Bordspannung: 12 V
- Lichtmaschine: 700 W

### Getriebe
- Getriebetyp: handgeschaltetes Getriebe mit sechs Vorwärts- und einem Rückwärtsgang sowie Kriechgang
- zusätzliche Geländeuntersetzung
- Höchstgeschwindigkeiten (Angaben in Klammern mit eingeschalteter Untersetzung):
  - Kriechgang: 1,82 km/h (0,66 km/h)
  - 1. Gang: 06,87 km/h (2,50 km/h)
  - 2. Gang: 08,19 km/h (2,98 km/h)
  - 3. Gang: 09,64 km/h (3,51 km/h)
  - 4. Gang: 11,27 km/h (4,10 km/h)
  - 5. Gang: 20,87 km/h (nicht schaltbar)
  - 6. Gang: 30,00 km/h (nicht schaltbar)
  - Rückwärtsgang: 5,94 km/h (2,15 km/h)
- Zugkraft: maximal 8,19 kN
- ausgestattet mit Zapfwelle:
  - fahrkupplungsunabhängig: 540 min−1
  - fahrtkupplungsabhängig: 3,6 Umdrehungen pro Meter Weg
- Hydraulikanlage

### Abmessungen und Gewichte
- Länge: 3750 mm
- Breite: 1710–2170 mm, abhängig von eingestellter Spurweite
- Höhe: 2560 mm
- Bodenfreiheit: 500–600 mm
- Spurweite: 1375–1840 mm, verstellbar
- Radstand: 2120–2145 mm
- Gewicht: 2650 kg (Allradversion LTS-55A)